# 曾春福
哈利·曾·西拉拉希，本名曾春福，1934年2月11日出生于日惹，印度尼西亚政治人物，天主教徒。国际战略研究中心创始人之一，也是帝利沙地大学创始人之一，曾任人民代表会议议员（1967年—1971年），天主教党主席（1971年），最高评议院议员（1978年—1983年）。